# Урзайбаш
Урзайба́ш (рос. Урзайбаш, башк. Урҙайбаш) — село у складі Буздяцького району Башкортостану, Росія. Входить до складу Арслановської сільської ради.
Населення — 713 осіб (2010; 756 у 2002).
Національний склад:
- татари — 60 %
- башкири — 38 %